# Sclerolaena anisacanthoides
Sclerolaena anisacanthoides là loài thực vật có hoa thuộc họ Dền. Loài này được Domin miêu tả khoa học đầu tiên năm 1921.